# Petit
Petit je priimek več oseb:
- Alexis Thérèse Petit, francoski fizik
- Charles Frédéric Petit, francoski lokostrelec
- Ernest-Emile Petit, francoski general
- Gustave-Antoine Petit, francoski general
- Louis-Julien Petit (* 1983), francoski režiser in scenarist
- Lucien Petit-Breton, argentinsko-francoski kolesar
- Mateja Bizjak Petit, slovenska pesnica in gledališčnica